# Gloire (croiseur, 1900)
Pour les autres navires du même nom, voir Gloire (navire).
La Gloire fut le premier croiseur cuirassé de la classe Gloire dans la Marine française. Il bénéficia de l'amélioration de la classe Gueydon avec modification des canons de 164 mm.

## Carrière de laGloire
Il participe au bombardement de Casablanca pendant la campagne du Maroc en 1907. Le 20 septembre 1911, une explosion due à la poudre B fait 9 tués et 5 blessés.
En 1914, il fait partie de la division d'instruction de l'Océan en tant que navire-école et, en 1915, à l'escadre légère de la Manche.
En 1916, il est envoyé à la recherche d'un corsaire allemand vers Terre-Neuve. Il reste dans l'Atlantique sud jusqu'en février 1918.
Le 1er mai 1918, il entre en collision avec le paquebot US City of Athens faisant plusieurs victimes, ce vapeur coulant en moins de cinq minutes. Ses dégâts l'obligent à une réparation à New York. Il est affecté à la Division Navale de l’Atlantique opérant avec la Cruiser and Transport Force.
En 1919, il escorte le paquebot Leviathan qui assure le retour du général Pershing.
En 1920, il est, avec la Marseillaise et le Condé, en escadre dans l'Atlantique. En 1922, il est démantelé à Brest.